# Moluckkejsarduva
Moluckkejsarduva (Ducula basilica) är en fågel i familjen duvor inom ordningen duvfåglar.

## Utseende och läte
Moluckkejsarduvan är en karakteristisk stor duva med ljusrosa på huvud och hals, mörkt kanelbrunt på buken, mörkgrönt på ovansidan och ett brett ljust band längst ut på den mörkgröna stjärten. Den överlappar med glasögonkejsarduva, men skiljer sig genom det skära huvudet, avsaknad av tydligt ögonring, kanelbruna buken och ljusa stjärtbandet. Lätet är ett djupt tvåstavigt morrande "ku-woooo", med en kort stigande ton följt av en längre.

## Utbredning och systematik
Moluckkejsarduvan förekommer i norra och centrala Moluckerna i Indonesien. Den delas vanligen in i två underarter med följande utbredning:
- Ducula basilica basilica – förekommer i norra Moluckerna (Morotai, Halmahera, Ternate, Kasiruta, Bacan)
- Ducula basilica obiensis – förekommer på Obi (centrala Moluckerna)

IUCN och Birdlife International urskiljer sedan 2014 underarten obiensis som en egen art, "rostkejsarduva". 

## Levnadssätt
Moluckkejsarduvan hittas i skog och skogsbryn, även i plantage och andra av människan påverkade skogsområde. Där ses den enstaka eller i smågrupper, sittande högt i träden men sällan i det öppna.

## Status
IUCN bedömer hotstatus för båda taxonen var för sig, båda som livskraftiga.